# Xã Myrtle, Quận Knox, Missouri
Xã Myrtle (tiếng Anh: Myrtle Township) là một xã thuộc quận Knox, tiểu bang Missouri, Hoa Kỳ. Năm 2010, dân số của xã này là 415 người.